# 鳴沢駅
鳴沢駅（なるさわえき）は、青森県西津軽郡鰺ヶ沢町大字北浮田（きたうきた）字外馬屋（そとまや）前田にある、東日本旅客鉄道（JR東日本）五能線の駅である。

## 歴史

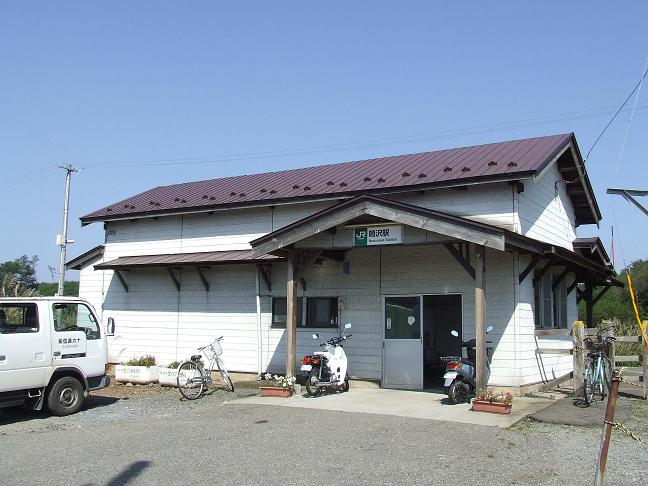
駅舎（2009年9月）

- 1925年（大正14年）5月15日：開業[2][3]。
- 1971年（昭和46年）10月1日：貨物および荷物の扱いを廃止[4]。駅員無配置駅となる[5]。ただし、翌年3月31日までは（日曜・祝日を除く）6時から15時半まで旅客扱い要員を1名配置する[6]。
- 1972年（昭和47年）7月1日：簡易委託駅となる[7]。
- 1987年（昭和62年）4月1日：国鉄分割民営化により、JR東日本の駅となる[3]。
- 時期不詳[いつ?]：簡易委託を廃止し、完全無人化。
- 2012年（平成24年）8月：駅舎を改築[8]。
- 2024年（令和6年）10月1日：えきねっとQチケのサービスを開始[1][9]。

## 駅構造
単式ホーム1面1線を有する地上駅である。元々は相対式ホーム2面2線であったが、上り線が撤去され棒線化された。。弘前統括センター（五所川原駅）管理の無人駅である。
駅舎は、窓が少ない木造である。

## 駅周辺
- 青森県道261号鳴沢停車場線
- 青森県道262号鳴沢停車場南浮田線
  - 青森県道31号弘前鯵ケ沢線
- 鳴沢郵便局
- 大鳴沢温泉
- 長平高原
- 鳴沢川

### バス路線
「鳴沢駅前」停留所にて、鰺ヶ沢町コミュニティバス「あじバス」が発着する。
- 建石線・山田野線・西建石線・湯舟線・北浮田線：鰺ヶ沢中学校行き／山田野南口行き[10][11]

## 隣の駅
東日本旅客鉄道（JR東日本）
■五能線
□快速（上りのみ）・■普通
鰺ケ沢駅 - 鳴沢駅 - 越水駅